# Nossa Senhora da Glória
Nossa Senhora da Glória est une municipalité brésilienne située dans l'État du Sergipe.